# Pergaminer

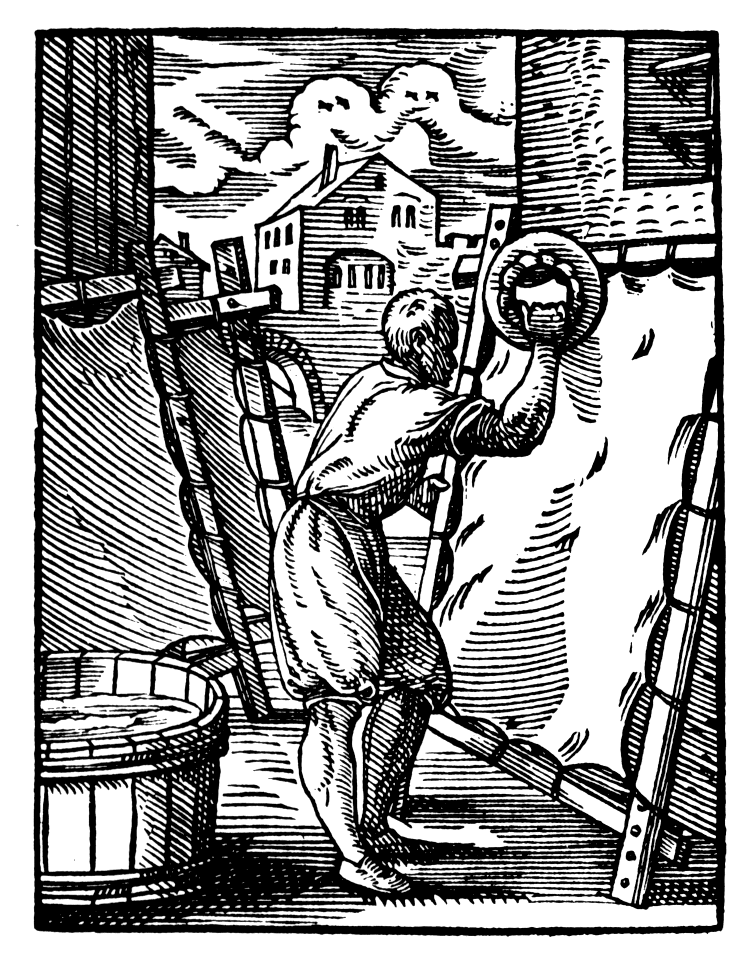
Pergaminer alemany en un gravat del.

Un pergaminer o pergaminaire era el menestral que feia o venia pergamins. Segons les èpoques i les contrades el procés de transformar les pells en pergamins podia fer-se per un mateix operari o per diferents menestrals, cadascun en una fase del procés.

## Història
L'ofici de pergaminer està associat amb els pergamins.
L'origen del nom dels pergamins és la ciutat de Pèrgam, on hi havia una gran producció de qualitat d'aquest material. La tradició recollida per Plini a la Història Natural (xiii.21), segons un relat atribuït a Varró diu que el pergamí fou introduït a Pèrgam sota patronatge d'Èumenes II, ja que Ptolemeu V havia limitat les exportacions de papir cap a aquell país per temença que la biblioteca d'aquesta ciutat rivalitzés amb la Biblioteca d'Alexandria.

## Productes

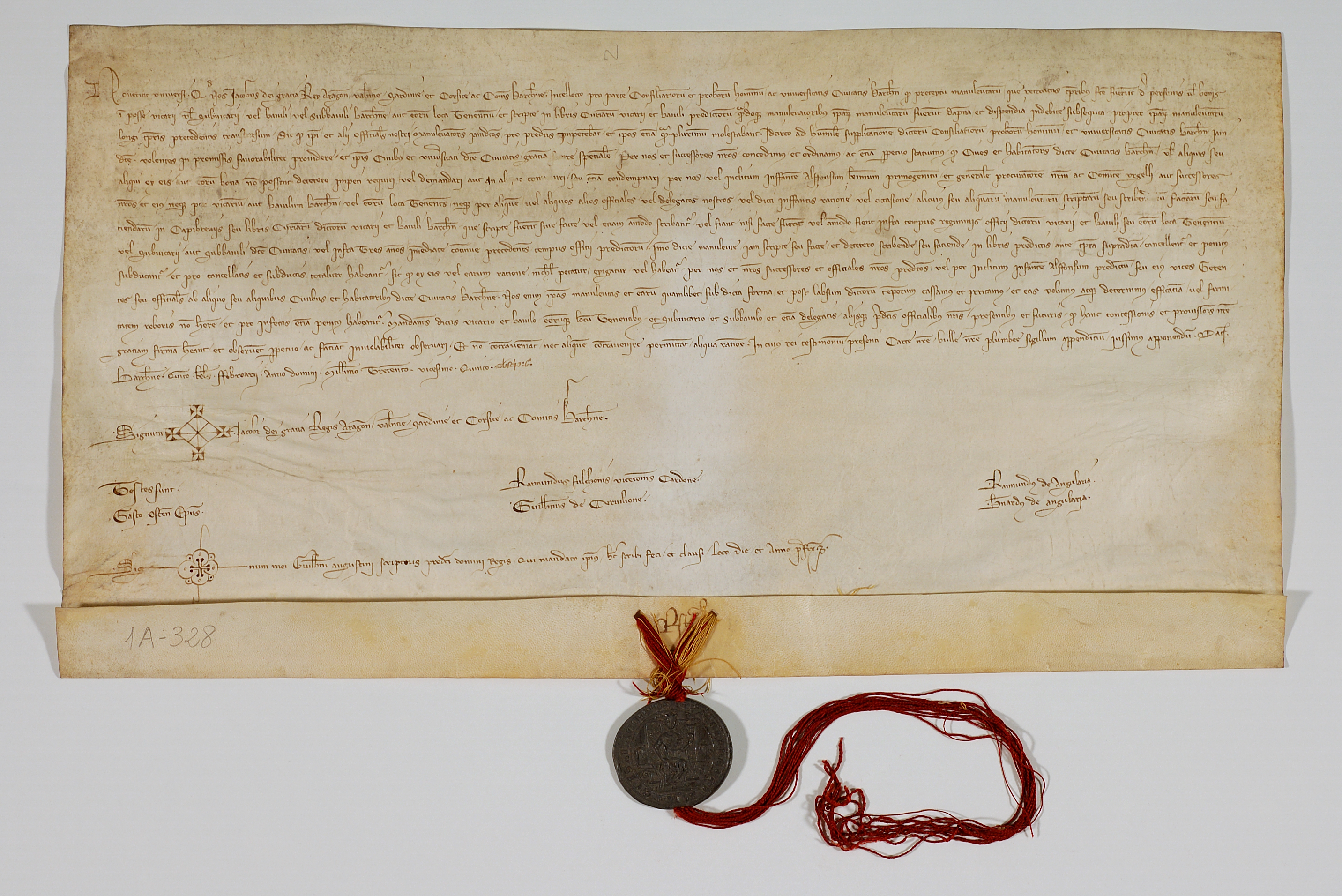
Pergamins municipals de Barcelona. Any 1326.
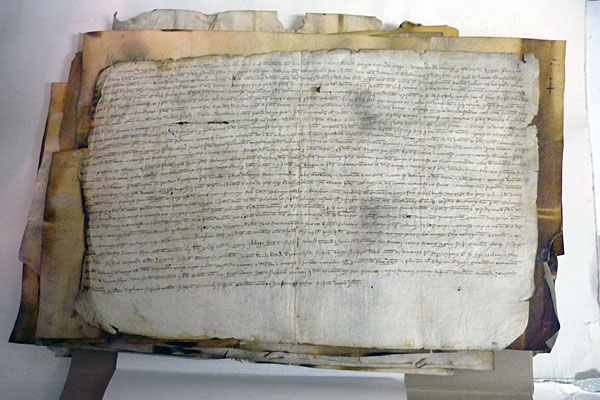
Pergamí del 1115, a l'Arxiu Municipal de Palafrugell
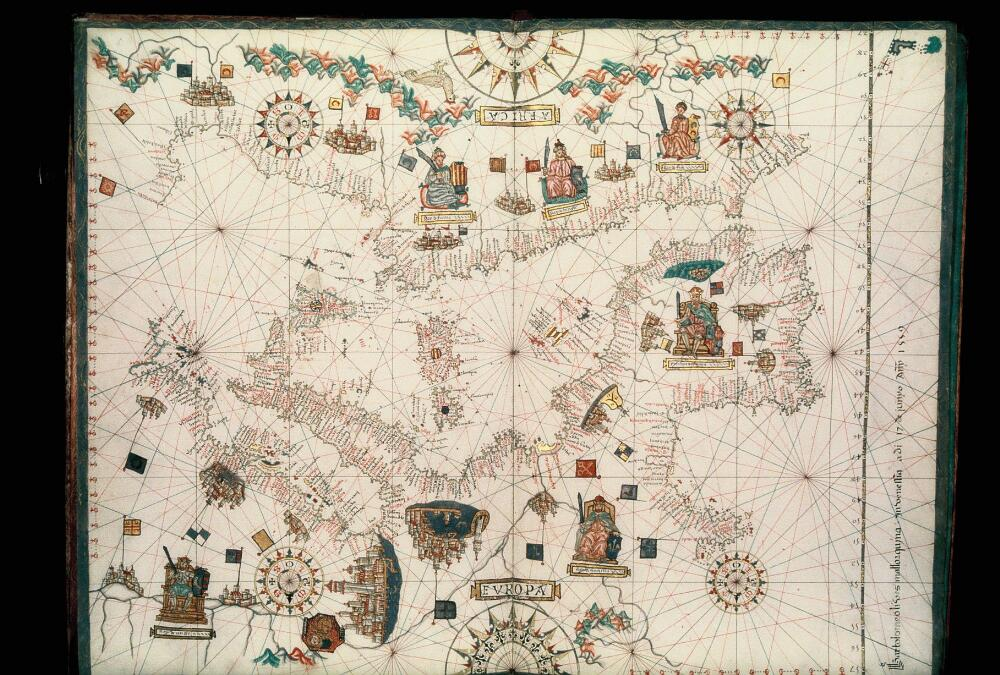
Carta portolana traçada sobre pergamí. Any 1559.

## Eines i matèria primera

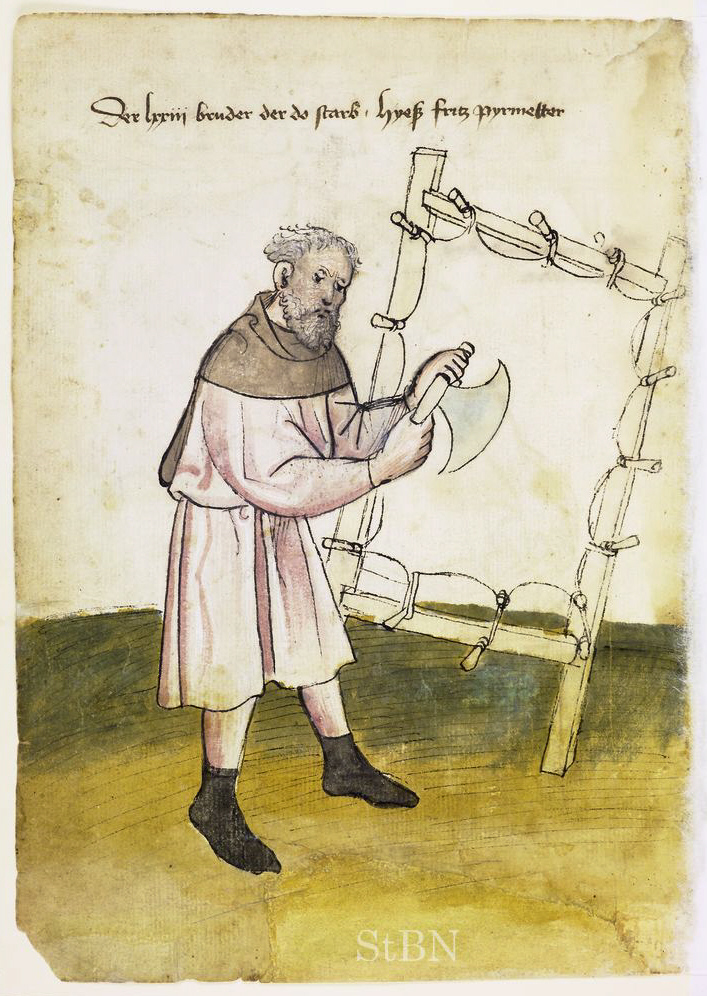
Pergaminer (membranarius, en llatí), Nuremberg circa annum 1425.

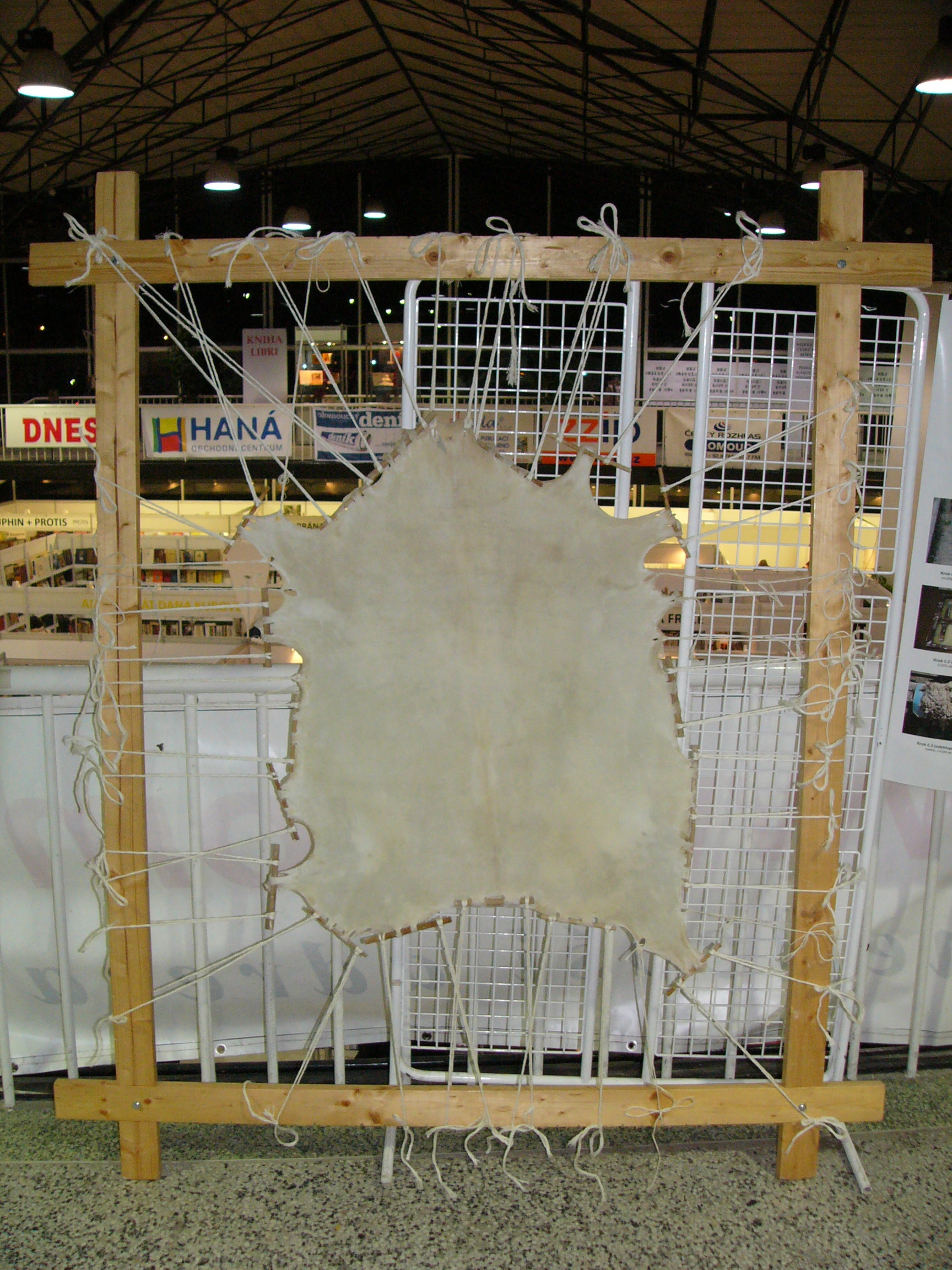
Pergamí de pell de cabra estirat en un bastidor.

La matèria primera dels pergaminers eren les pells de vaca, ovella i cabra.

### Procés de fer pergamins
A partir de la pell dels mamífers és possible obtenir dues menes de pell adobada: els cuirs i els pergamins. A diferència dels cuirs, les pells destinades a pergamins només es processen amb calç (sense emprar tanins ni altres compostos químics moderns).
El procés de convertir una pell en pergamí és laboriós i difícil de resumir. A trets generals consta de les etapes següents:
- posar la pell en remull i rentar-la
- tractar-la amb calç
- rentar la calç
- llevar els pèls o la llana
- estirar la pell en un bastidor
- raure la pell i polir-la
- tallar la pell transformada en pergamí
- allisar i preparar la superfície (per mitjans mecànics o afegint algun producte)

### Eines
Algunes de les eines típiques dels pergaminers són les següents:
- bastidor
- cavallet
- raedor[3]
- bastó d'encalcinar
- pedra tosca
- ganivets i tallants diversos

## Documents

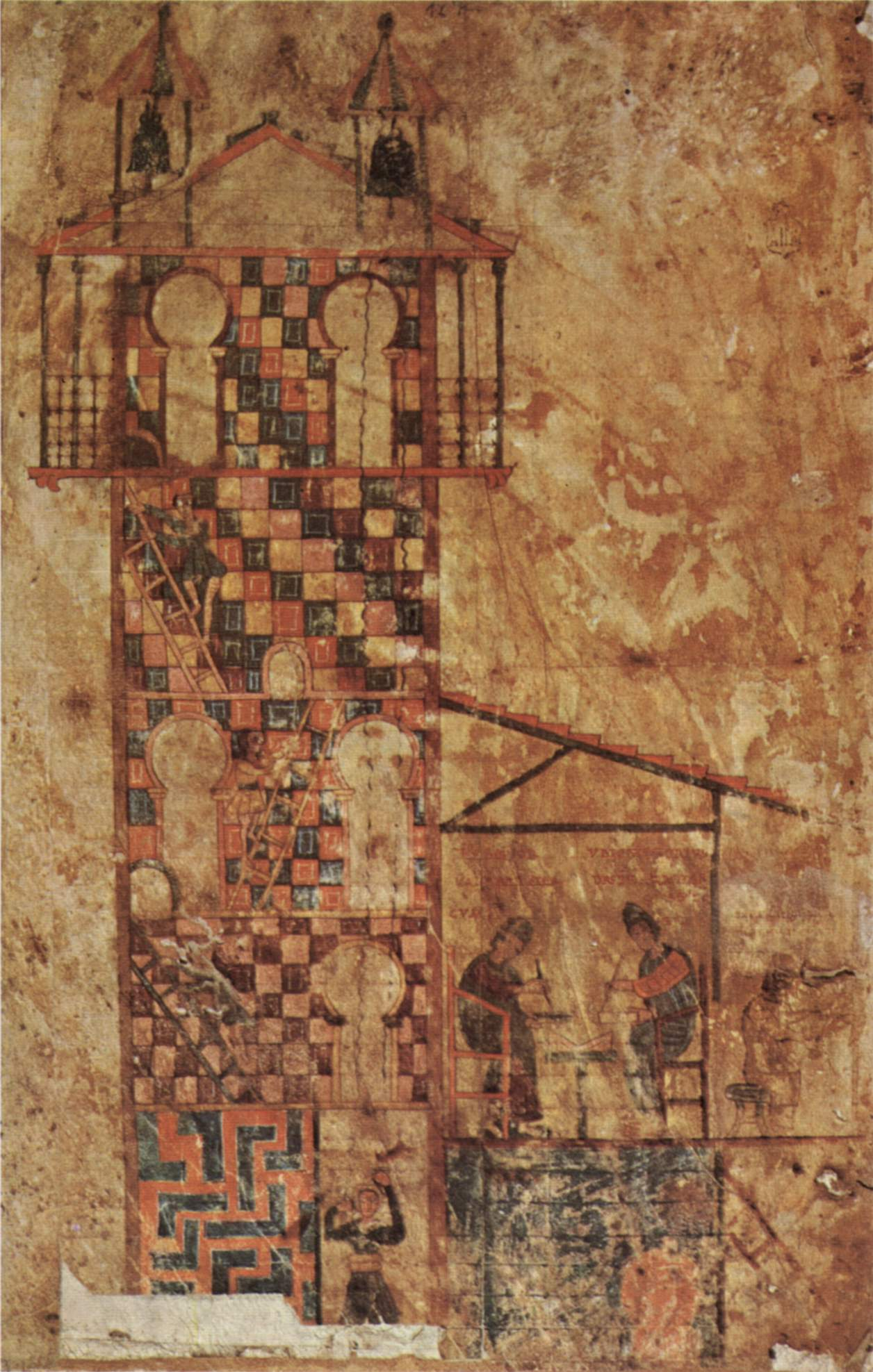
Beatus de Tábara. Pergaminer a la dreta dels dos copistes.

- 970. Beatus de Tábara. Hi ha una miniatura que representa la torre del monestir de Tábara i l'scriptorium del monestir. Hi ha una cambra amb dos copistes i, a la dreta, una cambra més petita amb un pergaminer.
- 1286. “Raimundus Ruffi pergaminerius”.[4]
- 1294. Arnulphus pergamenarius.
- 1323. Dos pergaminers de Montpeller.[5]
- 1329. Estatuts de la confraria dels pergaminers de la ciutat de València.[6]
- 1330. Francesc Portell, pergaminer de Castelló d'Empúries.
- 1345. Jaume Bruc, pergaminer.
- 1362. Bartomeu Ferran, pergaminer.
- 1375. “Negun blanquer ne... pergaminer ne altre hom qui ús d'offici de blanqueria...”[7]
- 1397.[8]
- 1408. "Pergaminers" a Le Puy.[9]
- 1584."...foren pagats al pergaminaire de Sant Hipòlit...".[10]
- 1653.[11]
- 1684. “Membranarius" (llatí)= “pergaminero” (castellà).[12]
- 1762. El científic francès Joseph Jêrôme Lalande va publicar un tractat sobre la fabricació de pergamins: Art de faire le parchemin.[13]
- 1780.[14]